# Isopogon anemonifolius
Isopogon anemonifolius là một loài thực vật có hoa trong họ Quắn hoa. Loài này được (R.A. Salisbury) KNIGHT miêu tả khoa học đầu tiên năm 1809.
Loài này chỉ được tìm thấy ở đông New South Wales tại Australia. Chúng mọc tự nhiên ở rừng thưa, rừng mở và rừng thạch nam trên đất sa thạch. Chiều cao cây thường khoảng 1-1,5 m.